# Gerard Greene
Gerard Greene (ur. 12 listopada 1973 w Kent) – północnoirlandzki snookerzysta. Plasuje się na 76. miejscu pod względem zdobytych setek w profesjonalnych turniejach, ma ich łącznie 121.

## Kariera zawodowa
W gronie profesjonalistów od roku 1993. Sklasyfikowany na miejscu 28. na światowym rankingu snookerowym (sezon 2010/2011).
Największym osiągnięciem gracza był udział w półfinale turnieju Royal London Watches Grand Prix w Aberdeen w 2007 roku.
Poza tym wystąpił w ćwierćfinałach następujących turniejów rankingowych:
- UK Championship 1997
- LG Cup 2002
- British Open 2003